# KV Turnhout
KV Turnhout (celým názvem Koninklijke Voetbalvereniging Turnhout) je belgický fotbalový klub z města Turnhout. Byl založen roku 1912 jako Turnhout Sport Voetbalvereeniging pod matrikulačním číslem 148 (je i v klubovém logu). Domácím hřištěm je Stadsparkstadion s kapacitou 3 000 míst. Klubové barvy jsou modrá a bílá.
V sezoně 2013/14 hrál v soutěži Derde Klasse B (belgická 3. liga).

## Názvy
Zdroj:
- Turnhout Sport Voetbalvereeniging - od roku 1912
- FC Turnhout - od roku 1921
- KFC Turnhout - od roku 1952 (přidané K znamená Koninklijke - královský, klub vzniklý před r. 1958 si jej mohl přidat po 25 letech své existence)
- KV Turnhout - od roku 2002

## Známí hráči
- Job Bulters
- Daouda Diakité
- Patrick Goots
- Salou Ibrahim
- Kaj Poulsen
- Bruno Versavel